# ヴェトラ-ČKD
ヴェトラ-ČKD（チェコ語: Vetra-ČKD）は、かつてチェコスロバキアで使用されたトロリーバス車両。フランスの企業が作った車体にチェコスロバキア製の電気機器を組み合わせる形で製造が行われた。

## 概要
第二次世界大戦後の1940年代後半、輸送力不足を解決するため当時のチェコスロバキア各都市には海外から輸入されたトロリーバス車両が多数導入された。その中で、通称「ヴェトラ（Vetra）」とも呼ばれた「ヴェトラ-ČKD」は、フランスの車両メーカーであったヴェトラが1946年から展開したVBRと同一の車体を有する車種である。
ルノーが開発したバス（R 4150、R 4151）と同一のシャーシを用いた2軸バスでモノコック構造を用いた車体を有しており、ヴェトラが設計したトロリーバス車両で初めて乗降扉が3箇所に設けられた車両となった。制動装置は全ての車軸に作用する空気ブレーキ、足元のペダルによって作動する電気ブレーキ、そして電空併用のパーキングブレーキが設けられていた。主電動機については、フランス向け車両とは異なり、主電動機はČKDが製造した出力90 kwのものが用いられた。この機器については、元はプラハのトロリーバス（プラハ・トロリーバス）向けに作られた経緯を持つ。また、これらの車両には充電池が搭載されており、2 kmまでの区間なら架線からの電力供給なしでも走行することが可能であった。
1948年以降、ヴェトラ-ČKDは以下のチェコスロバキア各都市のトロリーバス路線に導入され、1965年まで使用された。
| ヴェトラ-ČKD 導入都市一覧                                                 | ヴェトラ-ČKD 導入都市一覧 | ヴェトラ-ČKD 導入都市一覧 |
| 都市                                                                      | 導入車両数                | 備考                      |
| ------------------------------------------------------------------------- | ------------------------- | ------------------------- |
| チェスケー・ブジェヨヴィツェ (チェスケー・ブジェヨヴィツェ・トロリーバス) | 12台                      |                           |
| ズリーン オトロコヴィツェ (ズリーン/オトロコヴィツェ・トロリーバス)       | 8台                       | [ 5 ]                     |
| イフラヴァ (イフラヴァ・トロリーバス)                                     | 6台                       |                           |
| フラデツ・クラーロヴェー (フラデツ・クラーロヴェー・トロリーバス)         | 5台                       |                           |
| ジェチーン (ジェチーン・トロリーバス)                                     | 4台                       |                           |